# Władysław Dzióbek

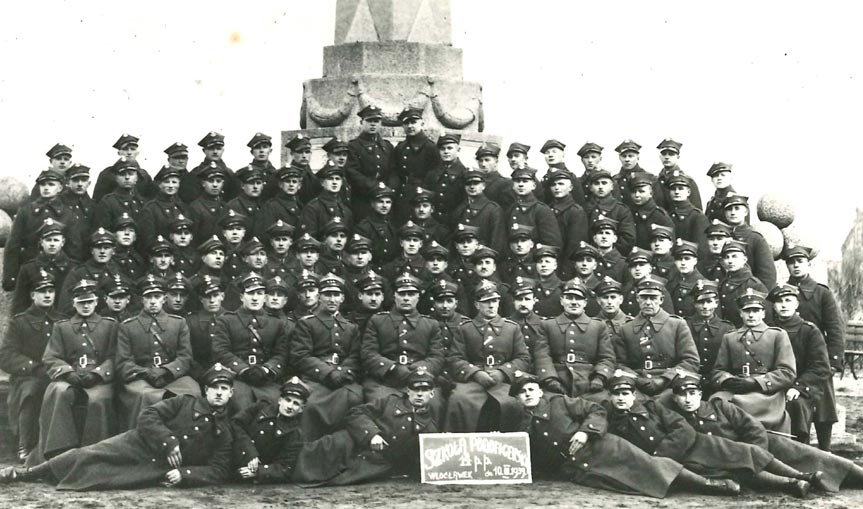
Szkoła Podoficerska 14 pp w 1939. Siedzą od lewej w I rzędzie ppor. Ziemowit Kuniński, ppor. Mieczysław Nejman, por. Feliks Stawicki, kpt. Józef Rodzeń, płk Franciszek Sudoł, płk Mikołaj Bołtuć, ppłk Władysław Dzióbek, mjr Jan Łobza, ppor. Feliks Matczyński.

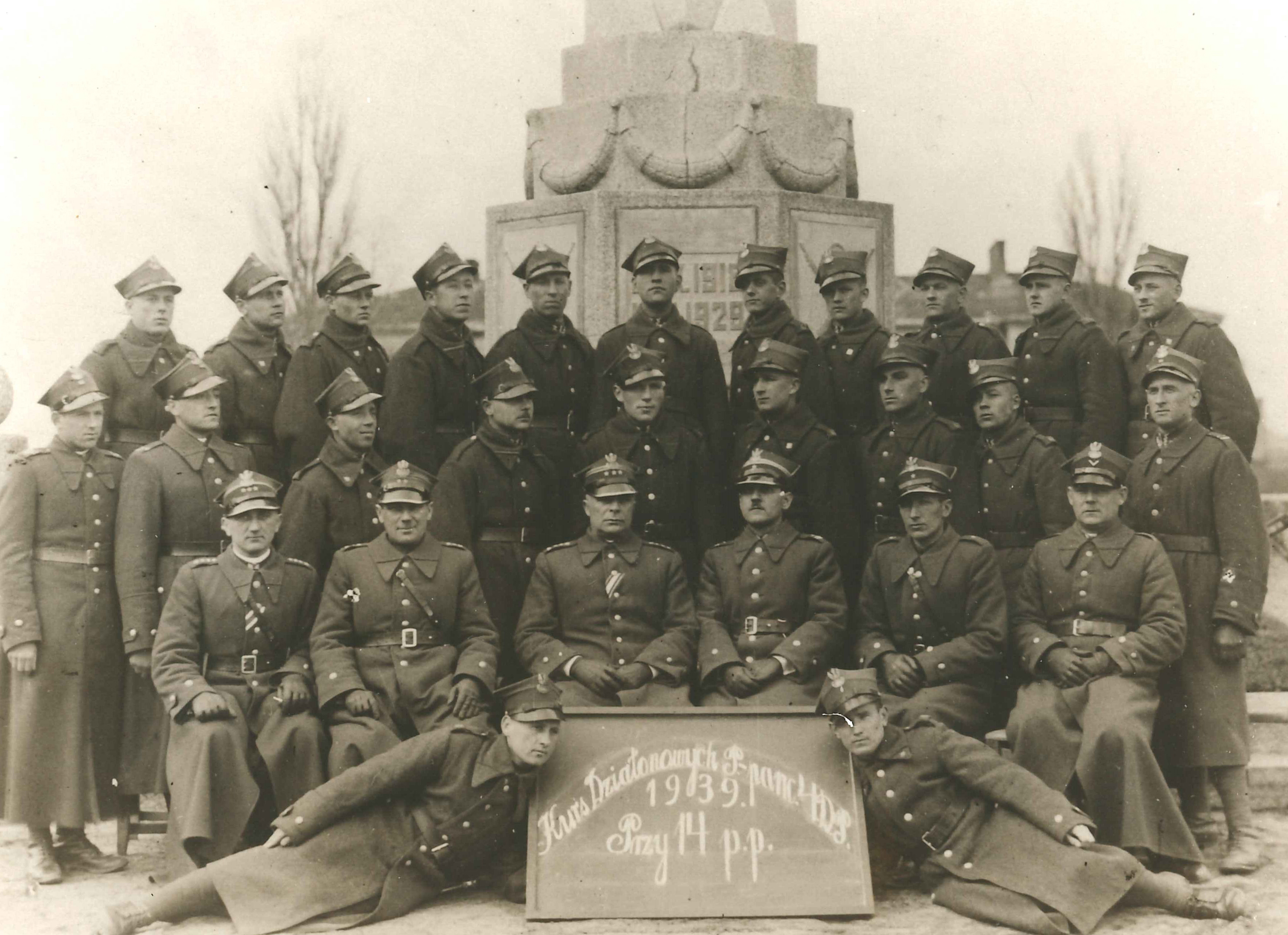
Kwiecień 1939 - kurs działonowych ppanc. 4 DP zorganizowany przy 14 pp. Siedzą od lewej: kpt. Józef Koziński, ppłk Władysław Dzióbek, płk Franciszek Sudoł, mjr Juliusz Ulatowski i ppor. Józef Gumiński.

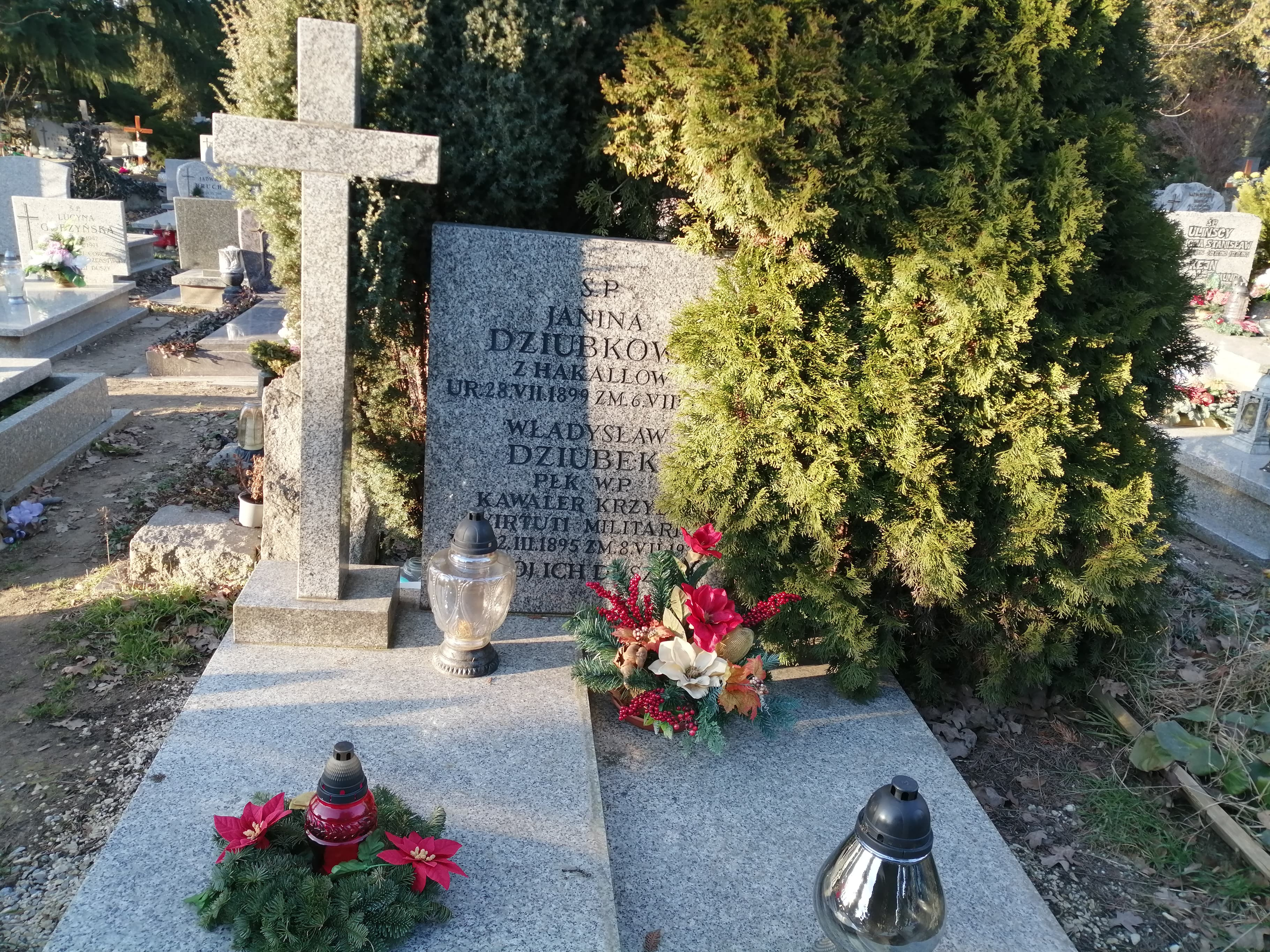
Grobowiec ppłk. Władysława Dzióbka i jego żony Janiny na cmentarzu Świętej Rodziny we Wrocławiu.

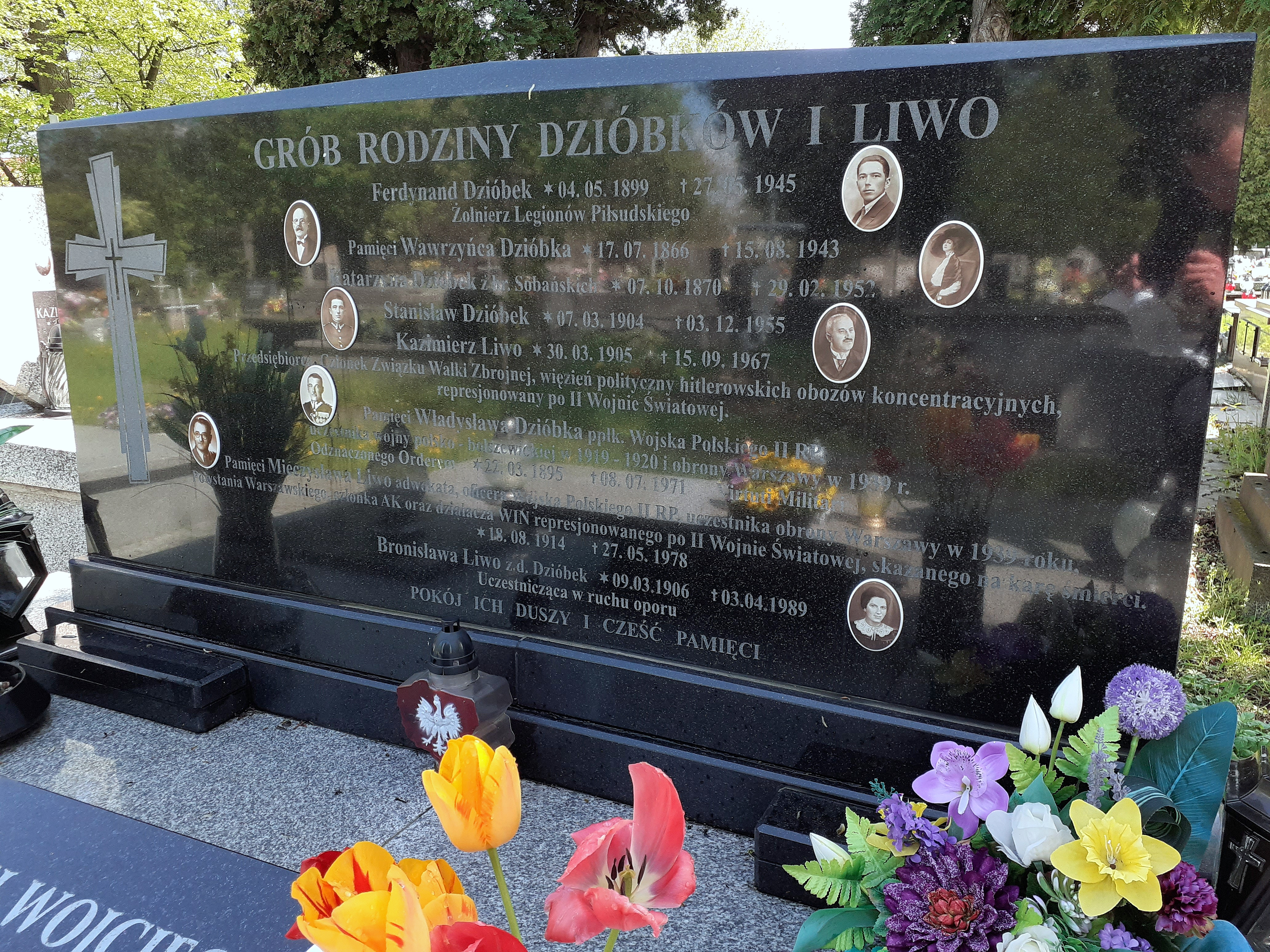
Upamiętnienie Władysława Dzióbka na grobowcu rodzinnym na Cmentarzu Pobitno w Rzeszowie.

Władysław Dzióbek (ur. 22 marca 1895 w Rzeszowie, zm. 8 lipca 1971) – podpułkownik piechoty Wojska Polskiego II Rzeczypospolitej, kawaler Krzyża Srebrnego Orderu Wojennego Virtuti Militari.

## Młodość
Urodził się 22 marca 1895 w Rzeszowie jako syn Wawrzyńca (ur. 17 lipca 1866, zm. 15 sierpnia 1943) - niższego urzędnika sądu cywilnego i Katarzyny z hr. Sobańskich (ur. 7 października 1870, zm. 29 lutego 1952). Jego rodzeństwem byli: Ferdynand (ur. 4 maja 1899, zm. 27 maja 1942), Stanisław (ur. 7 marca 1904, zm. 3 grudnia 1955) i Bronisława zamężna Liwo (ur. 9 marca 1906, zm. 3 kwietnia 1989). Ukończył szkołę powszechną i II Gimnazjum w Rzeszowie, zdając (w 1913) egzamin maturalny, po czym przez cztery semestry studiował prawo na Uniwersytecie Jagiellońskim w Krakowie. Środki na swą edukację i utrzymanie zdobywał udzielając korepetycji i, w czasie ferii szkolnych, pracując przy robotach ziemnych i budowlanych. W okresie studiów przez kilka miesięcy zatrudniony był jako robotnik naftowy w kopalni w Borysławiu.

## I wojna światowa
Od 1 czerwca 1915 służył w armii Austro-Węgier, w której wcielony został do 17 pułku strzelców. W tym samym roku ukończył na Węgrzech VI turnus Szkoły Oficerów Rezerwy, po czym w grudniu tr. odszedł na front. Do marca 1918 przebywał na frontach rosyjskim i włoskim, dowodząc początkowo plutonem, a następnie kompanią. Ranny w czasie walk. Z dniem 1 stycznia 1916 mianowany został podporucznikiem rezerwy piechoty landwery. Uhonorowany jednym z wyższych odznaczeń przysługujących oficerom rezerwy. Wiosną 1918 powrócił z frontu do Kadry 17 pułku strzelców c. i k. armii, w której pełnił funkcję instruktora. Latem 1918 urlopowany celem dokończenia studiów.

## W Wojsku Polskim
Z początkiem listopada 1918 zgłosił się do szeregów tworzonego Wojska Polskiego. Dekretem Naczelnego Wodza Wojsk Polskich, jako oficer byłej armii austro-węgierskiej, został przyjęty do Wojska Polskiego z dniem 1 listopada 1918, z zatwierdzeniem posiadanego stopnia podporucznika (starszeństwo z dniem 1 listopada 1917) oraz zaliczeniem do 1. Rezerwy (z powołaniem do służby czynnej na czas aż do demobilizacji). W 1919 awansowany do rangi porucznika - w tym stopniu uczestniczył w wojnach polsko-ukraińskiej i polsko-bolszewickiej. Wyróżnił się szczególnie w połowie grudnia 1918 podczas walk pod Przemyślem, kiedy to dowodząc jedną z kompanii Batalionu Ziemi Rzeszowskiej (późniejszy I batalion 17 pp) odbił z rąk ukraińskich fort „Grochowce”. Dzięki wykazanej wówczas odwadze przedstawiony został do odznaczenia Orderem Virtuti Militari 5 klasy. Na mocy dekretu Naczelnego Wodza z dnia 25 listopada 1920 został zatwierdzony z dniem 1 kwietnia 1920 w tymże stopniu (porucznika) w piechocie. Do końca 1920 walczył na froncie jako dowódca kompanii w szeregach 18 pułku piechoty, a potem 17 pułku piechoty. Następnie w Batalionie Zapasowym 17 pułku piechoty w Rzeszowie - przy szkoleniu żołnierzy.
1 czerwca 1921 pełnił służbę w Punkcie Koncentracyjnym Jeńców 6 Armii w Kowlu, a jego oddziałem macierzystym był 17 pułk piechoty. W tym samym roku awansowany do stopnia kapitana. Odbył w Krakowie 3-miesięczny kurs przeszkolenia oficerów (1921) oraz 5-miesięczny kurs w toruńskiej Centralnej Szkole Strzelniczej (1922). Pozostając oficerem 17 pp został, dekretem Naczelnika Państwa i Wodza Naczelnego z dnia 3 maja 1922 (dekret L. 19400/O.V.), zweryfikowany w stopniu kapitana, ze starszeństwem z dniem 1 czerwca 1919 i 1461. lokatą w korpusie oficerów piechoty. Pełniąc przez kolejne lata służbę na stanowisku dowódcy kompanii, dowódcy Szkoły Podoficerskiej oraz (w zastępstwie) dowódcy batalionu w 17 pułku piechoty z Rzeszowa, zajmował w 1923 – 1337. lokatę wśród kapitanów piechoty, a w 1924 – 873. lokatę pośród kapitanów korpusu piechoty. Po ukończeniu kursu dla dowódców batalionów w Centrum Wyszkolenia Piechoty w Rembertowie, został w dniu 18 lutego 1928 awansowany przez Prezydenta Rzeczypospolitej Ignacego Mościckiego na stopień majora, ze starszeństwem z dniem 1 stycznia 1928 i 126. lokatą w korpusie oficerów piechoty.
Zarządzeniem Ministra Spraw Wojskowych opublikowanym w dniu 26 kwietnia 1928 został przeniesiony (w korpusie oficerów piechoty) z 17 pp do 86 pułku piechoty z Mołodeczna, na stanowisko dowódcy III batalionu. Służbę w nowym miejscu przydziału rozpoczął 3 maja 1928. Pod koniec tegoż roku zajmował 125. lokatę wśród majorów piechoty w swoim starszeństwie. Zarządzeniem ogłoszonym w dniu 6 lipca 1929 major Władysław Dzióbek został przesunięty ze stanowiska dowódcy batalionu na stanowisko kwatermistrza 86 pułku piechoty. W pułku z Mołodeczna służył do roku 1937, zajmując w 1930 – 497. lokatę łączną wśród majorów korpusu piechoty (była to jednocześnie 118. lokata w starszeństwie), a w 1932 – 104. lokatę w swoim starszeństwie. W dniu 28 czerwca 1933 ogłoszono jego przesunięcie ze stanowiska kwatermistrza pułku, na stanowisko dowódcy batalionu detaszowanego 86 pp (był to III batalion, detaszowany w Kraśnym nad Uszą). Na dzień 1 lipca 1933 zajmował 341. lokatę łączną wśród majorów piechoty (była to 100. lokata w swoim starszeństwie), a w dniu 5 czerwca 1935 – 241. lokatę pośród wszystkich majorów korpusu piechoty (była to jednocześnie 76. lokata w starszeństwie). Czasowo pełnił również obowiązki zastępcy dowódcy 86 pułku piechoty.
Awansowany do stopnia podpułkownika został ze starszeństwem z dniem 19 marca 1937 i 29. lokatą wśród oficerów piechoty, a następnie przeniesiony (w początkach lipca tr.) na stanowisko I zastępcy dowódcy 14 pułku piechoty z Włocławka. Nową funkcję objął z dniem 14 lipca 1937 i piastował ją do chwili ogłoszenia mobilizacji w sierpniu 1939. W maju 1938 został wybrany prezesem Wojskowego Klubu Sportowego działającego przy 14 pp. Na dzień 23 marca 1939 Władysław Dzióbek zajmował 28. lokatę wśród podpułkowników korpusu piechoty w swoim starszeństwie. Od dnia 17 maja 1939 pełnił obowiązki dowódcy 14 pułku piechoty (funkcję tę sprawował do końca lipca tegoż roku, kiedy to nowym dowódcą pułku został ppłk Włodzimierz Brayczewski). W dniu 26 sierpnia 1939 odebrał we Włocławku, razem z kapelanem pułku – ks. Józefem Gołębiem, uroczystą przysięgę żołnierzy 14 pp, po której nastąpił wymarsz pułku (pod dowództwem mjr. Jana Łobzy) do rejonu koncentracji.
Zgodnie z planem mobilizacyjnym ppłk Dzióbek został dowódcą 144 pułku piechoty rezerwowego, którego II i III bataliony mobilizowały się we Włocławku. III batalion nigdy nie dotarł do swej macierzystej 44 Dywizji Piechoty i brał udział w zdobyciu Sochaczewa razem z oddziałami Armii „Pomorze”. W kampanii wrześniowej 1939 ppłk Dzióbek prowadził dowództwo i pododdziały specjalne pułku do miejsca koncentracji dywizji w okolicach Zgierza. Fiasko planowanej koncentracji spowodowało, że na czele swych oddziałów rozpoczął dalszy marsz w kierunku na Skierniewice i Żyrardów, dołączając po drodze organiczne I i II bataliony (I batalion następnie odłączył się i pomaszerował w ogólnym kierunku na Garwolin). Po wzmocnieniu niepełnego 144 pprez. innymi oddziałami (w tym III batalionem 145 pprez. dowodzonym przez ppłk. Ludwika Smolarza) walczył, jako tzw. zgrupowanie ppłk. Dzióbka, na przedpolach Warszawy, wycofując się do niej (bez I i III batalionów) w nocy z 14 na 15 września. Od tej pory brał udział w obronie stolicy. Nocą z 18 na 19 września oddany został razem z oddziałem do dyspozycji dowódcy odcinka „Warszawa – Zachód” i przeszedł do Fortu Bema. Obronę fortu przejął wówczas II batalion 144 pprez. mjr. Wadasa, przy którym stało dyspozycyjne dowództwo z ppłk. Dzióbkiem.
Po kapitulacji Warszawy, od dnia 30 września 1939, przebywał w niemieckiej niewoli. Początkowo był jeńcem Stalagu I A Stablack (numer jeniecki: 12669), a następnie oflagów: II A Prenzlau, II E Neubrandenburg, II D Gross-Born i obozu w Schwerinie. Wyzwolony 2 maja 1945 - w tym dniu jako komendant obozu brał udział w rozbrajaniu Niemców oraz w uwolnieniu kolumn więźniów z obozów koncentracyjnych Oranienburg i Ravensbrück. Pozostał początkowo na terenie Niemiec jako szef Wydziału Opieki nad Polską Ludnością Cywilną i dowódca Zgrupowania Wojskowego. Pracował w administracji polskich obozów w brytyjskiej strefie okupacyjnej (okręg Szlezwik-Holsztyn).

## Lata powojenne
Powrócił do kraju pod koniec września 1947 i zarejestrował się w Rejonowej Komendzie Uzupełnień w Rzeszowie. Zmarł w dniu 8 lipca 1971 i spoczywa razem z żoną Janiną Marią z domu Hakalla, córką Franciszka i Franciszki Wagner (ur. 28 lipca 1899 w Jarosławiu, zm. 6 sierpnia 1985 we Wrocławiu) na Cmentarzu Świętej Rodziny we Wrocławiu (sektor 18-11-21-21a). Dziećmi Władysława i Janiny były córki Irena Janina (ur. 13 listopada 1923 w Rzeszowie) i Władysława Maria (ur. 26 sierpnia 1928 w Rzeszowie).
Za swą postawę podczas kampanii wrześniowej odznaczony został Krzyżem Srebrnym Orderu Wojennego Virtuti Militari przez władze Rządu Rzeczypospolitej Polskiej na uchodźstwie (nadanie to zostało zatwierdzone Zarządzeniem Prezydenta RP na uchodźstwie Ryszarda Kaczorowskiego z dnia 15 sierpnia 1989).

## Ordery i odznaczenia
- Krzyż Srebrny Orderu Wojennego Virtuti Militari
- Krzyż Walecznych (1939)[2].
- Złoty Krzyż Zasługi (19 marca 1931)[41][32]
- Medal Pamiątkowy za Wojnę 1918–1921[42]
- Medal Dziesięciolecia Odzyskanej Niepodległości[42]
- Srebrny Medal za Długoletnią Służbę[2].
- Brązowy Medal za Długoletnią Służbę[42]
- Krzyż Komandorski Orderu Korony Rumunii[18]
- Państwowa Odznaka Sportowa[42]
- Odznaka 86 Pułku Piechoty[42]